# 图尔犹太会堂
图尔犹太会堂（Synagogue de Tours）是一座犹太会堂，位于法国图尔帕门蒂尔街37号，被列为法国历史古迹。
图尔犹太会堂由当地犹太宗教协会建于1908年，建筑师维克多·通迪，丹尼尔·奥西里斯捐赠了建堂款项。
它的建筑风格融合了新艺术运动与东方的影响。